# Eugen Jochum

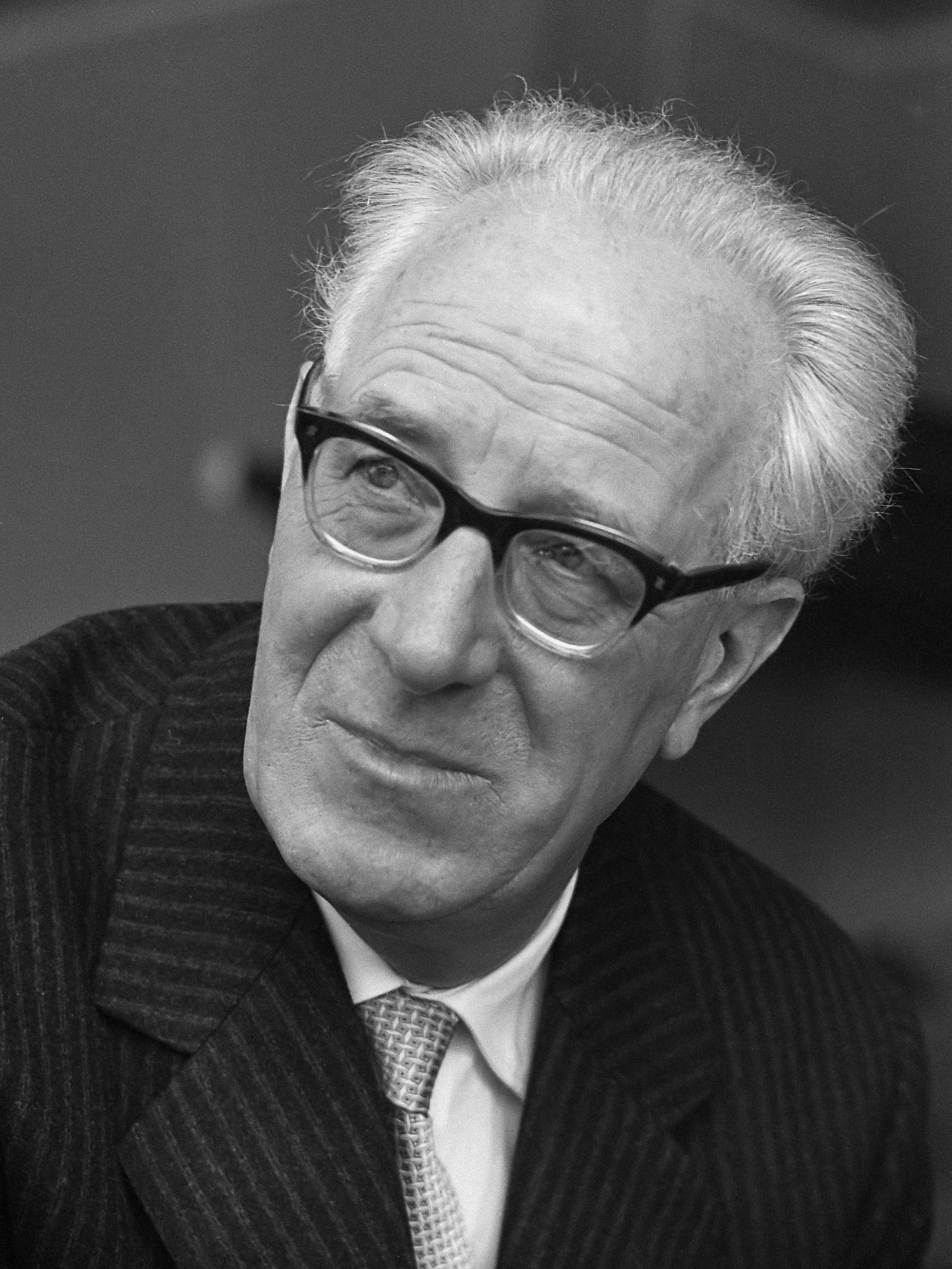
Eugen Jochum in 1961

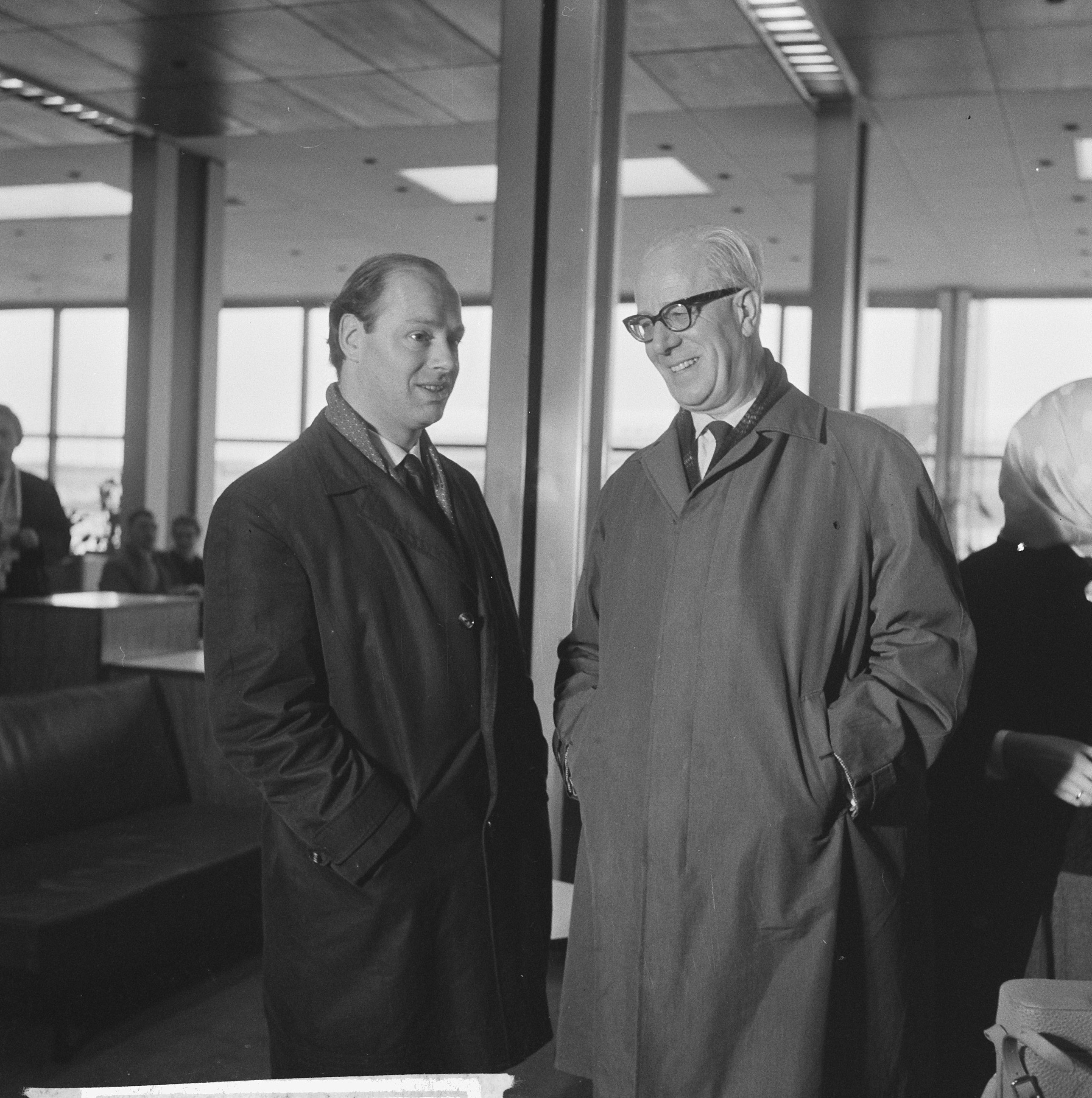
Met Bernard Haitink in 1962.

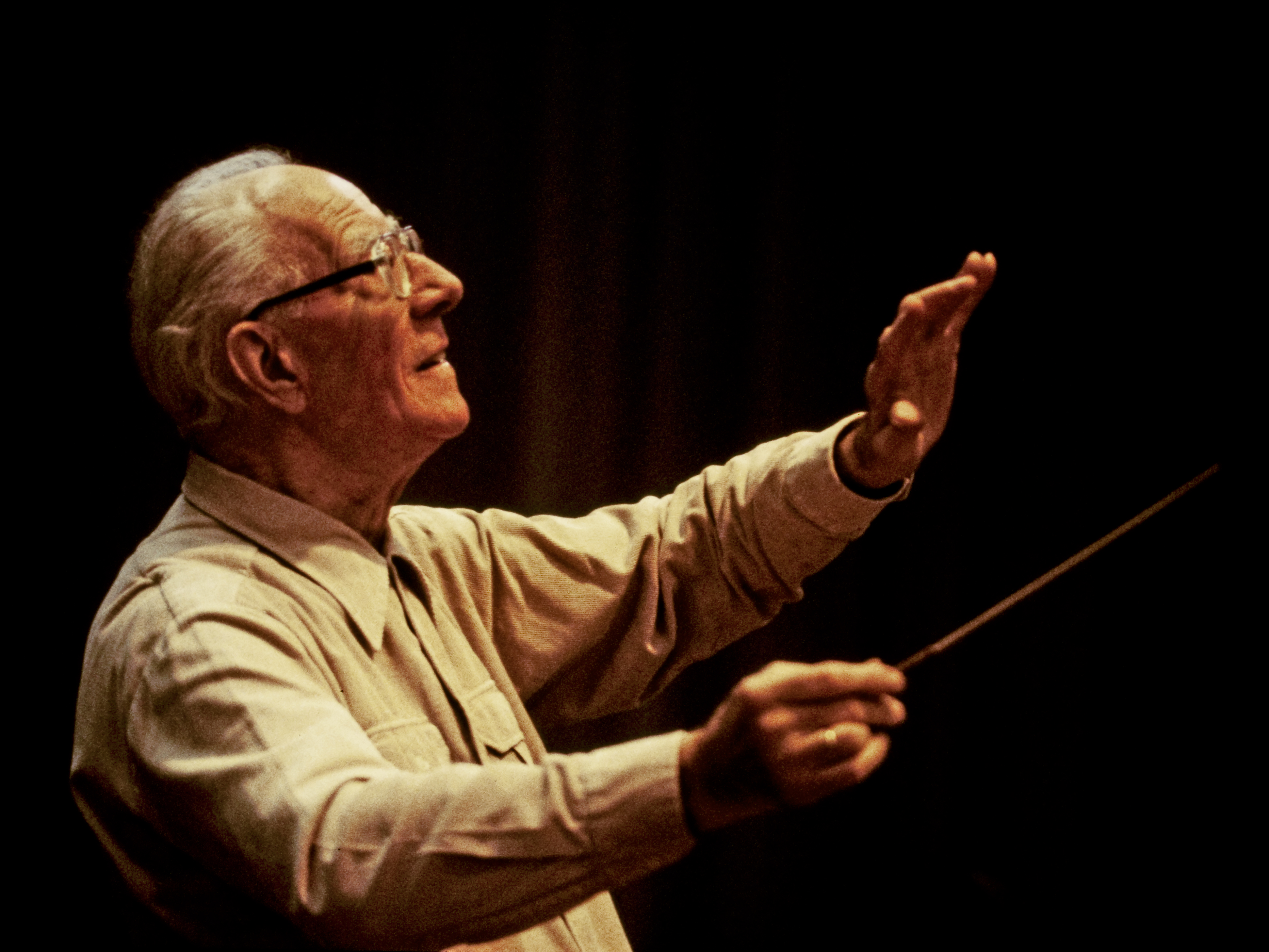
Eugen Jochum in 1982

Eugen Jochum (Babenhausen, 1 november 1902 – München, 26 maart 1987) was een Duitse dirigent.
De Duitse dirigent Eugen Jochum was de middelste van drie zoons van een leraar en amateurmuziekliefhebber. Zijn oudere broer Otto was componist en zijn jongere broer Georg Ludwig eveneens dirigent.
Van 1914 tot 1922 volgde hij de basisschool en middelbare school in Augsburg en kreeg in die tijd ook piano- en orgellessen. Hij studeerde vervolgens orkestdirectie en compositie bij Siegmund von Hausegger en Hermann von Waltershausen aan de Münchener Musikakademie.
Zijn carrière begon in 1924 als repetitor aan de Münchener Oper. In 1926 bekleedde hij dezelfde functie in Kiel. Zijn debuut als dirigent maakte hij in 1927 met de Münchner Philharmoniker, waarmee hij de Zevende symfonie van Anton Bruckner ten gehore bracht. In datzelfde jaar werd hij aangesteld als Musikdirektor in Kiel. Hierna verhuisde hij via Mannheim en Duisburg naar het Berliner Rundfunkorchester, eveneens als Musikdirektor en als dirigent van de Berliner Oper. Hier voerde hij werken uit van onder meer Paul Hindemith en Béla Bartók, wier werken door de nazi's verboden waren. Hij volgde Karl Böhm op als Musikdirektor in Hamburg (1934-1949).
Hij richtte in 1949 het Symphonieorchester des Bayerischen Rundfunks op, en was chefdirigent van dit orkest tot 1960. Daarna volgden posten bij het Concertgebouworkest te Amsterdam, de Bamberger Symphoniker en van 1975 tot 1978 bij het London Symphony Orchestra als 'Laureatus'. Bovendien gaf hij vanaf 1959-1972 uitvoeringen met het Toonkunstkoor te Amsterdam waaronder Die Schopfung van Joseph Haydn, Meeresstille und glückliche Fahrt van  Beethoven, Ein deutsches Requiem van Brahms, de Negende symfonie van Beethoven, de Johannes-Passion van Johann Sebastian Bach en 36 uitvoeringen van Bachs Matthäus-Passion.
Jochum debuteerde in 1941 bij het Concertgebouworkest. Na de plotselinge dood van Eduard van Beinum op 13 april 1959 werd Jochum, samen met Bernard Haitink, in 1961 tot chefdirigent van het Concertgebouworkest benoemd. Deze post bekleedde hij tot 1964. Hij keerde daarna regelmatig terug voor gastdirigentschappen. In september 1986 ging hij met het orkest op tournee naar Duitsland en Japan. Op 3, 4 en 6 december van dat jaar, vier maanden voor zijn dood, dirigeerde hij het Concertgebouworkest voor het laatst. Op het programma stond de Vijfde symfonie van Bruckner.
Een zichtbaar bewijs van zijn verbondenheid met het Concertgebouworkest en Amsterdam is te vinden in de dagkapel van de Christus' Geboortekerk in de Prinses Irenestraat te Amsterdam. Hij liet daar een gedenkraam plaatsen dat Maria en het geboren Christuskind voorstelt.
Naast zijn vaste verplichtingen dirigeerde Jochum bij alle grote muziekfestivals, waaronder de Bayreuther Festspiele (driemaal) en de Salzburger Festspiele.
Werken waarvan Jochum de première dirigeerde zijn onder andere Konzert für Streicher van Boris Blacher (1942), Concerto per il principe Eugenio (1951) van Alberto Bruni Tedeschi, Suite française van Werner Egk (1950), Tanz-Rondo van Gottfried von Einem (1959) en de Zesde Symfonie van Karl Amadeus Hartmann.
Jochum, die als een van de grootste Duitse dirigenten wordt beschouwd, werd beïnvloed door de Duitse romantische stroming en droeg deze traditie uit naar zijn opvolgers. Vooral met zijn interpretatie van de symfonieën van Anton Bruckner maakte hij wereldwijd naam. Hij nam diens symfonieën op met onder meer de Staatskapelle Dresden en de Berliner Philharmoniker. Evenals Bruckner was Jochum katholiek.
- Bibsys: 1007427
- Biblioteca Nacional de España: XX861044
- Bibliothèque nationale de France: cb138956580 (data)
- CiNii: DA08010289
- Gemeinsame Normdatei: 118712225
- International Standard Name Identifier: 0000 0001 0917 8196
- Library of Congress Control Number: n81078918
- Nationale Bibliotheek van Letland: 000068027
- MusicBrainz: 99363f81-d2b7-4183-971f-e4c6fdfc771b
- Nationale Bibliotheek van Tsjechië: jx20041122003
- Nationale bibliotheek van Australië: 36555246
- Nationale Bibliotheek van Israël: 987007581662005171
- Nationale Bibliotheek van Polen: a0000002564092
- Nationale en Universitaire bibliotheek Zagreb: 000262472
- Nederlandse Thesaurus van Auteursnamen: 070709424
- Istituto Centrale per il Catalogo Unico: MILV193573
- SNAC: w6126d8n
- Système universitaire de documentation: 07861810X
- Trove: 1289732
- Virtual International Authority File: 76500468
- WorldCat: E39PBJc3Ftxw6fv46pKTF4bPQq